# Kuno von Moltke
Kuno Augustus Friedrich Karl Detlev von Moltke, född 13 december 1847 i Neustrelitz, död 19 mars 1923 i Breslau, var en tysk greve och militär, som tillhörde en ursprungligen württembergsk gren av ätten Moltke. 
Han hade på den militära banan avancerat till generallöjtnant och var kommendant i Berlin, då han, utsatt för förklenande beskyllningar om homosexualitet från publicisten Maximilian Harden, genom åtal mot denne inledde en serie uppseendeväckande rättegångar (se därom Eulenburgprocessen). Fastän Harden 1909 dömdes till böter och offentligen förklarat sig inte ha velat mot Moltke rikta några ärekränkande anklagelser, gick dock Moltke i samband med dessa processer miste sin militära befattning. Han var frånskild.